# 2986 Mrinalini
A 2986 Mrinalini (ideiglenes jelöléssel 2525 P-L) a Naprendszer kisbolygóövében található aszteroida. Cornelis Johannes van Houten,  Ingrid van Houten-Groeneveld és Tom Gehrels fedezte fel 1960. szeptember 24-én.